# Педан, Андрей Михайлович
Андрей Михайлович Педан (род. 3 июля 1993, Каунас) — российский хоккеист, защитник клуба СКА. Старший брат хоккеиста Руслана Педана. Мастер спорта России (2021).

## Карьера

### Клубная
Будучи воспитанником «Крыльев Советов», перешёл в московское «Динамо», которым был выбран на Драфте юниоров КХЛ 2010 года под 18-м номером. Также в 2010 году он был выбран под 32-м номером на драфте Канадской хоккейной лиги командой «Гелф Шторм» и в том же году присоединился к команде. В 2011 году был выбран на драфте НХЛ 2011 года командой «Нью-Йорк Айлендерс» под общим 63-м номером. 3 апреля 2013 года подписал трёхлетний контракт новичка с «Нью-Йорк Айлендерс». Был отправлен в клуб Американской хоккейной лиги «Бриджпорт Саунд Тайгерс», где выступал за фарм-клуб «Островитян» на условиях любительского пробного контракта.
25 ноября 2014 года был обменян в клуб «Ванкувер Кэнакс». В сезоне 2015/16 дебютировал в НХЛ. В октябре 2017 года был обменян в «Питтсбург Пингвинз», но в сезоне 2017/18 выступал за фарм-клуб «Уилкс-Барре/Скрэнтон Пингвинз». Летом 2018 подписал двухлетний контракт с казанским «Ак Барсом».

### Сборная
В составе молодёжной сборной России принимал участие в Subway Super Series 2010 и 2011. Бронзовый призёр юниорского чемпионата мира 2011 года.
В ноябре 2018 был вызван в сборную на первый этап Еврохоккейтура на Кубок Карьяла. В первой же игре забросил дебютную шайбу за сборную России. Принял участие в 3 матчах и в составе сборной России стал обладателем Кубка Карьяла.
В декабре 2018 был снова вызван в сборную России на второй этап Еврохоккейтура на Кубок Первого канала, где провел две матча и стал обладателем Кубка Первого канала.
В феврале 2019 был вызван на третий этап Еврохоккейтура.

## Статистика
| Легенда | Легенда                    | Легенда | Легенда                   | Легенда | Легенда    |
| ------- | -------------------------- | ------- | ------------------------- | ------- | ---------- |
| И       | Количество проведённых игр | Штр     | Штрафное время            | +/−     | Плюс-минус |
| Г       | Голы                       | П       | Голевые передачи          | О       | Очки       |
| -       | Статистика неизвестна      | —       | Статистика не учитывалась |         |            |